# Gomitolo statistico
Il gomitolo statistico è una conformazione dei polimeri amorfi in cui le catene polimeriche sono disposte e orientate casualmente nello spazio tridimensionale. Non si tratta di una forma specifica, ma di una distribuzione statistica delle forme per tutte le catene in un gruppo di macromolecole. Molti omopolimeri lineari non ramificati, in soluzione o al di sopra delle loro temperature di fusione, e le ramificazioni dei polimeri ramificati, assumono approssimativamente questa conformazione.
Al di sotto delle temperature di fusione, la maggior parte dei polimeri termoplastici (polietilene, nylon, ecc.) presenta regioni amorfe che approssimano il gomitolo statistico, alternandosi a regioni cristalline. Le regioni amorfe contribuiscono all'elasticità e le regioni cristalline contribuiscono alla forza e alla rigidità.
Polimeri più complessi come le proteine, con vari gruppi chimici interagenti legati alla catena principale, si auto-assemblano in strutture ben definite. Tuttavia, si presume che segmenti di proteine e polipeptidi privi di struttura secondaria presentino una conformazione a gomitolo statistico in cui l'unica relazione fissa è l'unione di residui di amminoacidi adiacenti con un legame peptidico. Questo in realtà non è il caso, poiché l'insieme statistico sarà ponderato in termini di energia a causa delle interazioni tra le catene laterali degli amminoacidi, con conformazioni di energia inferiore presenti più frequentemente. Inoltre, anche sequenze arbitrarie di amminoacidi tendono a esibire un legame idrogeno e una struttura secondaria. Per questo motivo, il termine gomitolo statistico è di tanto in tanto preferito. L'entropia conformazionale associata al gomitolo statistico contribuisce in modo significativo alla sua stabilizzazione energetica e spiega gran parte della barriera energetica al ripiegamento proteico.
Una conformazione a gomitolo statistico può essere rilevata usando tecniche spettroscopiche. La disposizione dei legami ammidici planari produce un segnale distintivo nel dicroismo circolare. Lo spostamento chimico degli amminoacidi in una conformazione a gomitolo statistico è ben noto nella risonanza magnetica nucleare (NMR). Le deviazioni da queste firme indicano spesso la presenza di una struttura secondaria, piuttosto che una gomitolo statistico completa. Inoltre, ci sono segnali in esperimenti multidimensionali di NMR che indicano che sono assenti interazioni amminoacidiche stabili e non locali per i polipeptidi in una conformazione a gomitolo statistico. Allo stesso modo, nelle immagini prodotte da esperimenti di cristallografia, segmenti di gomitolo statistico producono semplicemente una riduzione della densità elettronica o del contrasto. Uno stato a gomitolo statistico per qualsiasi catena polipeptidica può essere raggiunto denaturando il sistema. Tuttavia, ci sono prove che le proteine non raggiungono mai veramente una conformazione casuale, anche se denaturate (Shortle & Ackerman).

## La camminata casuale: catena gaussiana

Catena casuale corta

Esistono molti modi diversi in cui una catena può essere arrotolata in una forma relativamente compatta, come un gomitolo che si dipana con un sacco di spazio aperto, e relativamente pochi modi in cui può essere più o meno allungata. Quindi, se ogni conformazione ha uguale probabilità o peso statistico, le catene hanno molte più probabilità di essere simili a una palla, un effetto puramente entropico. In un insieme di catene, la maggior parte di esse, quindi, sarà liberamente allentata. Questo è il tipo di forma che ognuno di loro assumerà per la maggior parte del tempo.
Considera un polimero lineare come una catena a giunzione libera con {\displaystyle N} subunità, ciascuna della lunghezza {\displaystyle l}, che occupa volume nullo, in modo che nessuna parte della catena ne escluda un'altra da qualsiasi posizione. Si può considerare i segmenti di ciascuna di tali catene in un insieme come l'esecuzione di una camminata casuale (o volo casuale) in tre dimensioni, limitata solo dal vincolo che ciascun segmento deve essere unito ai suoi vicini. Questo è il modello matematico della catena ideale. È chiaro che la lunghezza massima della catena è {\displaystyle N\cdot l}. Se assumiamo che ogni possibile conformazione della catena abbia un uguale peso statistico, si può dimostrare che la probabilità {\displaystyle P(r)} di una catena polimerica nel gruppo di avere una distanza {\displaystyle r} tra le estremità seguirà a una distribuzione caratteristica descritta dalla formula
{\displaystyle P(r)=4\pi r^{2}\left({\frac {3}{2\;\pi \langle r^{2}\rangle }}\right)^{3/2}\;e^{-\,{\frac {3r^{2}}{2\langle r^{2}\rangle }}}}
La distanza end-to-end media (valore efficace) per la catena, {\displaystyle \scriptstyle {\sqrt {\langle r^{2}\rangle }}}, risulta essere {\displaystyle l} volte la radice quadrata di {\displaystyle N}. In altre parole, la distanza media scala con {\displaystyle N^{0.5}}.
Si noti che sebbene questo modello sia definito catena gaussiana, la funzione di distribuzione non è una  distribuzione gaussiana (normale). La funzione di distribuzione della probabilità di distanza end-to-end di una catena gaussiana è diversa da zero solo per {\displaystyle r>0}.

## Polimeri reali
Un vero polimero non è liberamente snodato. Un legame singolo -C-C- ha un angolo tetraedrico fisso di 109,5°. Il valore di {\displaystyle L=N\cdot l} è ben definito, ad esempio, per un polietilene o un nylon completamente estesi, ma è inferiore a {\displaystyle N\cdot l} a causa della forma della catena principale a zig-zag. Vi è, tuttavia, la libera rotazione su molti legami a catena. Il modello sopra può essere migliorato. Una lunghezza unitaria più 'efficace' può essere definita in modo tale che la catena possa essere considerata come giuntata liberamente, insieme a una {\displaystyle N} più piccola, in modo tale che il vincolo {\displaystyle L} sia ancora rispettato. Anche questo origina una distribuzione gaussiana. Tuttavia, è anche possibile calcolare con precisione casi specifici. La distanza media end-to-end per il polimetilene a rotazione libera (non liberamente articolato) (polietilene con ciascun legame -C-C- considerato come una subunità) è {\displaystyle l} volte la radice quadrata di {\displaystyle 2N}, con un aumento di un fattore di circa 1,4. A differenza del volume nullo assunto in un calcolo casuale della camminata, tutti i segmenti di polimeri reali occupano spazio a causa dei raggi di van der Waals dei loro atomi, inclusi gruppi sostituenti ingombranti che interferiscono con le rotazioni del legame. Questo può anche essere preso in considerazione nei calcoli. Tutti questi effetti aumentano la distanza media end-to-end.
Poiché la loro polimerizzazione è guidata stocasticamente, le lunghezze delle catene in qualsiasi popolazione reale di polimeri sintetici obbediranno a una distribuzione statistica. In tal caso, dovremmo prendere {\displaystyle N} come valore medio. Inoltre, molti polimeri hanno ramificazioni casuali.
Anche con correzioni per vincoli locali, il modello della camminata casuale ignora l'interferenza sterica tra catene e tra parti distali della stessa catena. Una catena spesso non può spostarsi da una data conformazione a una strettamente correlata da un piccolo spostamento perché una parte di essa dovrebbe passare attraverso un'altra parte o attraverso un vicino. Possiamo ancora sperare che il modello a catena ideale a spirale casuale sarà almeno un'indicazione qualitativa delle forme e delle dimensioni dei polimeri reali in soluzione e nello stato amorfo, purché ci siano solo interazioni fisico-chimiche deboli tra i monomeri . Questo modello e la teoria della soluzione di Flory-Huggins,  per la quale Paul Flory ha ricevuto il premio Nobel per la chimica nel 1974, si applicano apparentemente solo a soluzioni ideali e diluite. Ma c'è motivo di credere (ad esempio, studi sulla diffrazione neutronica) che l'ingombro sterico si possa annullare, in modo che, in determinate condizioni, le dimensioni della catena nei polimeri amorfi abbiano approssimativamente la dimensione ideale calcolata . Quando catene separate interagiscono in modo cooperativo, nella formazione di regioni cristalline in materiali termoplastici solidi, è necessario utilizzare un approccio matematico diverso.
Polimeri più rigidi come polipeptidi elicoidali, Kevlar e DNA a doppio filamento possono essere trattati con il modello worm-like chain.